# 大牟田市立御木中学校
大牟田市立御木中学校（おおむたしりつ みきちゅうがっこう）は、福岡県大牟田市大字歴木にある公立中学校。

## 概要
- 大牟田市立平原小学校区・高取小学校区・三池小学校区・羽山台小学校区を通学区とする[1]。
- 校舎は4階建て2棟。ほかに、柔道場及び剣道場を完備した体育館、並びに25mプールがある。
- 校章は巨木があったことから木をモチーフにし、幹のように上へまっすがぐ進み、樹幹のように大きく広がり未来へ進んでほしいという願いで山田宏美さんが発案し、大牟田市立田隈中学校の美術科教諭の大久保花恋さんが補作を行った[2]。
- 校歌は田隈中学校卒業の詩人・道山れいんさんが作詞作曲を行った。校歌は、誰もが口ずさみやすくメロディーにし、変調をするように作っている、とのこと[2]。

## 所在地
- 福岡県大牟田市大字歴木1150番地

## 沿革
- 2025年 大牟田市立歴木中学校および大牟田市立田隈中学校（一部）の統合により設立。
  - 4月8日 - 開校式が行われる[3]。
  - 5月23日- 第一回御木中学校体育祭が行われる。

## アクセス
- 西鉄バス大牟田 - 平野口（平ノ口）バス停または御幸返橋バス停（行き先番号：1・2・4番）より徒歩約7分

## 学区内の施設・名所・文化財など
- 三池山
- 普光寺
- 定林寺（紫陽花）